# Oekraïens kampioenschap dammen
Het Oekraïens kampioenschap dammen was van 1954 t/m 1991 het damkampioenschap van de Oekraïense Socialistische Sovjetrepubliek en na het uiteenvallen van de Sovjet-Unie in de loop van 1991 van Oekraïne en wordt georganiseerd door de Wit-Russische dambond. 
Recordkampioenen zijn Artem Ivanov en Yuri Anikejev met 7 titels voor Igor Kirzner (6), Vladimir Kolesnik en Vladimir Milsjin (beide 4). 
 

## Tabel van de nummers 1, 2 en 3
| Jaar | Goud                                | Zilver                                  | Brons                                                   |
| ---- | ----------------------------------- | --------------------------------------- | ------------------------------------------------------- |
| 1954 | Iser Koeperman                      | Marat Kogan                             | Michail Stanovski Joeri Schmidt                         |
| 1955 | Vladimir Kaplan                     | Iser Koeperman                          | Semjon Rasjman                                          |
| 1956 | Iser Koeperman                      | Vladimir Kaplan                         | Semjon Rasjman                                          |
| 1957 | Iser Koeperman                      | Michail Korchov                         | Erlen Pomeranets Nikolaj Spantsireti Anatoli Kovrizjkin |
| 1958 |                                     |                                         | Zinovi Tsirik                                           |
| 1959 | Roedolf Soeplin                     | Michail Korchov                         | Anatoli Kovrizjkin                                      |
| 1960 | Lev Slobodskoj                      |                                         | Zinovi Tsirik                                           |
| 1961 | Vladimir Kaplan                     | Marat Kogan                             | Nikolaj Tsjorni Igor Javorski                           |
| 1962 | Roedolf Soeplin Nikolaj Spantsireti |                                         | Ivan Kosminski Lev Slobodskoj                           |
| 1963 | Roedolf Soeplin                     | Nikolaj Spantsireti                     | Vladimir Kaplan                                         |
| 1964 | Michail Korchov                     | Erlen Pomeranets                        | Michail Kontrobarski Jaroslav Beloroes                  |
| 1965 | Michail Kontrobarski                | Jaroslav Beloroes                       |                                                         |
| 1966 | Michail Korchov Anatoli Kovrizjkin  |                                         | Michail Kontrobarski Jaroslav Beloroes Kolman Toeri     |
| 1967 | Erlen Pomeranets Lev Slobodskoj     |                                         | Igor Tarasoel Igor Kosminski                            |
| 1968 | Lev Slobodskoj                      | Leonid Tsipes                           | Igor Tarasoel                                           |
| 1969 | Leonid Tsipes                       | Erlen Pomeranets                        | Ivan Sotnikov                                           |
| 1970 | Michail Korchov                     | Erlen Pomeranets Joeri Kolodiev         |                                                         |
| 1971 | Lev Slobodskoj                      |                                         | Leonid Tsipes                                           |
| 1972 | Nikolaj Misjtsjanski                | Ivan Sjovkopljas                        | Mark Makrovitsj                                         |
| 1973 |                                     | Lev Slobodskoj                          |                                                         |
| 1974 | Iser Koeperman                      | Lev Slobodskoj                          | Leonid Tsipes                                           |
| 1975 | Michail Korchov                     | Aleksej Bezversjenko                    | Lev Slobodskoj                                          |
| 1976 | Lev Slobodskoj                      | Leonid Tsipes                           | Nikolaj Misjtsjanski Erlen Pomeranets                   |
| 1977 | Nikolaj Misjtsjanski                | Aleksej Bezversjenko                    | Michail Korchov                                         |
| 1978 | Rostislav Lesjtsjinski              | Ivan Sjovkopljas                        | Nikolaj Spantsireti                                     |
| 1979 | Leonid Tsipes                       | Michail Kontrobarski                    | Joe. Zeltsman                                           |
| 1980 | Nikolaj Misjtsjanski                | Leonid Tsipes                           | Vadim Virny                                             |
| 1981 | Leonid Tsipes                       | Vadim Virny                             | Vladimir Milsjin                                        |
| 1982 | Vladimir Kolesnik                   | Leonid Tsipes                           |                                                         |
| 1983 | Vladimir Milsjin                    | Michail Korchov                         | Vladimir Kolesnik                                       |
| 1984 | Vladimir Trajtelovitsj              | Vasili Nikittsjoek                      | A. Grinda                                               |
| 1985 | Aleksej Bezversjenko                | Viktor Gorobets                         | Vladimir Milsjin                                        |
| 1986 | Vadim Virny                         | Aleksej Bezversjenko                    | Leonid Tsipes                                           |
| 1987 | Vladimir Milsjin                    | Vadim Virny                             | Michail Korchov                                         |
| 1988 | Jevgeni Tkatsjenko                  | Vladimir Kolesnik                       | Leonid Tsipes                                           |
| 1989 | Aleksej Bezversjenko                | Igor Kirzner                            | Aleksej Chalin                                          |
| 1990 | Michail Krasnjanski                 | Igor Kirzner                            | Aleksej Bezversjenko                                    |
| 1991 | Aleksandr Bestsjastnov              | Boris Revoenets                         | Igor Kirzner                                            |
| 1992 | Vladimir Milsjin                    | Michail Korchov                         | Svjatoslav Maksimtsjoek                                 |
| 1993 | Vladimir Kolesnik                   | Vladislav Fridman                       | Aleksej Bezversjenko                                    |
| 1994 | Vladimir Milsjin                    | Igor Kirzner                            | Vladimir Kolesnik                                       |
| 1995 | Igor Kirzner                        | Vladimir Kolesnik                       | Vladimir Milsjin                                        |
| 1996 | Cvjatoslav Maksimtdjoek             | Vladimir Kolesnik                       | Aleksej Bezversjenko                                    |
| 1997 | Vladimir Kolesnik                   | Igor Kirzner                            | Oleg Tsjernjak                                          |
| 1998 | Igor Kirzner                        | Vladimir Kolesnik                       | Valeri Grebjonkin                                       |
| 1999 | Igor Kirzner                        | Dimitri Nadtotsji                       | Boris Revynets                                          |
| 2000 | Aleksej Bezversjenko                | Vladimir Kolesnik                       | Igor Kirzner                                            |
| 2001 | Toernooi niet gespeeld              |                                         |                                                         |
| 2002 | Vladimir Kolesnik                   | Igor Kirzner                            | Yuri Anikejev                                           |
| 2003 | Yuri Anikejev                       | Aleksej Bezversjenko                    | Vasili Zadorozjni                                       |
| 2004 | Yuri Anikejev                       | Igor Kirzner                            | Aleksandr Bestsjastnov                                  |
| 2005 | Igor Kirzner                        | Yuri Lagoda                             | Yuri Anikejev Ivan Antonenko                            |
| 2006 | Yuri Anikejev                       | Yuri Lagoda                             | Vasili Zadorozjni                                       |
| 2007 | Yuri Anikejev                       | Artem Ivanov                            | Igor Kirzner Yuri Lagoda                                |
| 2008 | Yuri Anikejev                       | Igor Kirzner                            | Artem Ivanov                                            |
| 2009 | Artem Ivanov                        | Igor Kirzner                            | Yuri Anikejev                                           |
| 2010 | Artem Ivanov                        | Maksim Oprisjtsjenko                    | Yuri Anikejev Igor Kirzner Vasil Pikiniar               |
| 2011 | Artem Ivanov                        | Yuri Lagoda                             | Igor Kirzner                                            |
| 2012 | Artem Ivanov                        | Yuri Anikejev                           | Aleksej Kalin                                           |
| 2013 | Artem Ivanov                        | Aleksej Kalin                           | Igor Kirzner                                            |
| 2014 | Artem Ivanov                        | Valeri Grebjonkin Vladislav Antonovitsj |                                                         |
| 2015 | Yuri Anikejev                       | Artem Ivanov                            | Igor Kirzner                                            |
| 2016 | Yuri Anikejev                       | Artem Ivanov                            | Vasil Pikiniar                                          |
| 2017 | Artem Ivanov                        | Leonid Tsipes                           | Maksim Oprisjtsjenko                                    |
| 2018 | Igor Kirzner                        | Sergej Kompanets                        | Vasil Pikiniar                                          |
| 2019 | Igor Kirzner                        | Artem Ivanov                            | Maksim Oprisjtsjenko                                    |